# Materiał budowlany
Materiał budowlany – materiały stosowane do budowy, naprawy, konserwacji i modernizacji budowli.

## Parametry techniczne

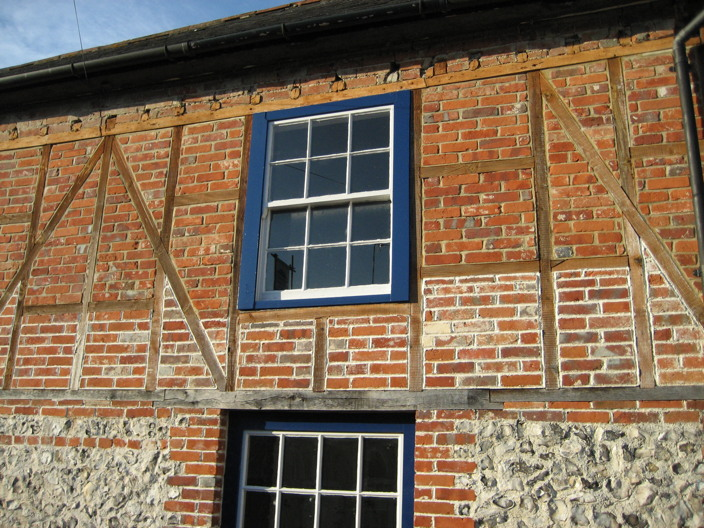
Ściana budynku wykonana z kamieni oraz z drewna i cegieł połączonych zaprawą murarską (mur pruski)

Aby materiały budowlane spełniały swoją rolę, muszą posiadać odpowiednie właściwości fizyczne, fizykochemiczne, mechaniczne i chemiczne. Cechy te określane są parametrami technicznymi i badane przed dopuszczeniem materiałów na rynek. Materiały podlegają kontroli podczas produkcji i odbioru na budowie w zakresie możliwym do sprawdzenia: np. wymiary dostarczonych wyrobów, data przydatności do stosowania np. cementu itp. Ponadto prowadzi się kontrolę laboratoryjną dla każdej partii dostarczanych materiałów. Ilość i zakres badań określają normy państwowe.
Stosowanie materiałów odpowiedniej jakości jest jednym z warunków wykonania trwałego budynku lub budowli. Znajomość cech materiałów pozwala przewidzieć zachowanie samego materiału i wybudowanego obiektu podczas zmiennych warunków atmosferycznych oraz w przypadku pożaru.

## Rodzaje materiałów budowlanych

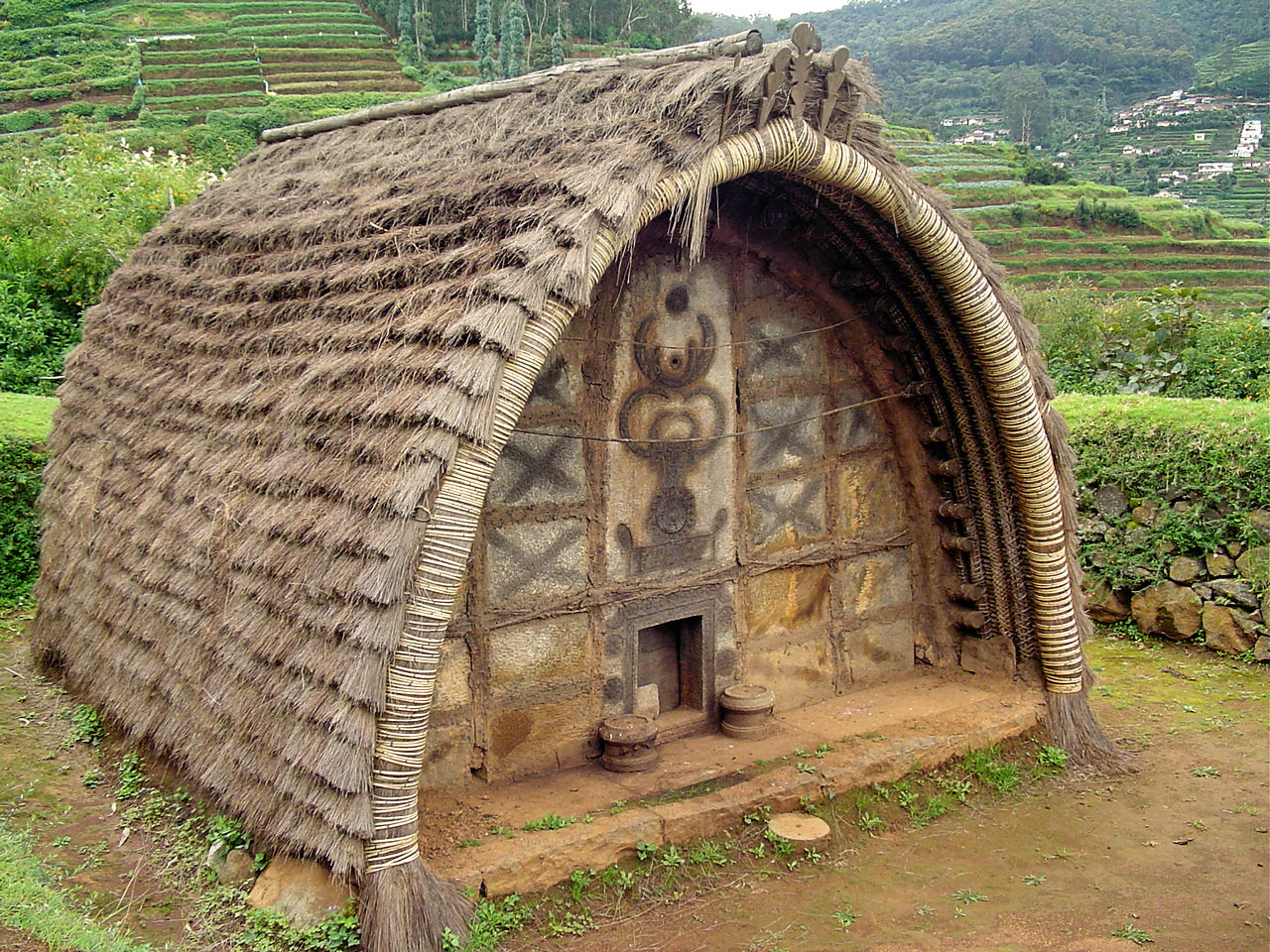
Chata z terenu Indii

Podział materiałów budowlanych można przeprowadzić na kilka sposobów takich jak:
- w zależności od przeznaczenia na: konstrukcyjne, izolacyjne i instalacyjne.
- według rodzaju tworzywa: materiały kamienne, silikatowe, ceramiczne, betony, drewno, metale, tworzywa sztuczne itp.
- w zależności od zastosowania do wykonania elementów budynku: ścienne, stropowe, dachowe itp.

Poniższy podział opiera się częściowo na klasyfikacji według rodzaju tworzywa i częściowo według ich właściwości technicznych i miejsca zastosowania. Nie obejmuje wszystkich materiałów. Rozwój nauki, udoskonalanie procesów technologicznych, konkurencja na rynku powoduje stałe zmiany, wprowadza się nowe materiały, zaprzestaje się produkcji niektórych z nich. Ponadto część materiałów może mieć zastosowanie do różnych elementów: np. cegły stosowano do budowy sklepień, czasem używa się ich przy konstrukcji stropów, ale najczęściej używa się ich przy murowaniu ścian, zatem zostały wymienione w poniższym zestawieniu w wyrobach ściennych:
- spoiwo mineralne
  - gips – cement – wapno – anhydryt – spoiwo magnezjowe – spoiwo krzemianowe
- kruszywo budowlane
  - keramzyt – kamień łamany – piasek – żwir
- zaprawa – tynk
- beton i żelbet
- metale żelazne (stal i żeliwo) oraz nieżelazne w postaci wyrobów hutniczych – blach, prętów do zbrojenia betonu, profili (kształtowników) hutniczych, grodzic i innych gotowych produktów, wśród których można wyróżnić łączniki: gwoździe, śruby, nity i sworznie; siatki, kraty i płyty pomostowe, ościeżnice, odlewów z żeliwa (np. elementy pieców – drzwiczki, płyty, rury i kształtki kanalizacyjne, przybory sanitarne, grzejniki itp.), produkty z innych metali a zwłaszcza z aluminium i miedzi w postaci profili do produkcji stolarki okiennej i drzwiowej z Al, rur miedzianych itp.
- drewno i wyroby z drewna: deska – tarcica – parkiet – płyty drewnopochodne: wiórowe, pilśniowe – sklejka
- materiały stropowe
  - pustak stropowy – płyta
- materiały ścienne
  - bloczek – cegła – pustak ścienny – pustak szklany – płyta gipsowo-kartonowa
- Materiały do izolacji:
  - wodochronnych: paroizolacji, izolacji przeciwwilgociowych i przeciwwodnych:
    - dachówka – lepik asfaltowy – papa – folia

  - cieplnych i akustycznych
    - styropian – wełna mineralna – wełna szklana – szkło piankowe – ekofiber – pianka poliuretanowa
- Wykładziny podłogowe
  - wykładziny z gumy i tworzyw sztucznych – wykładziny tekstylne
- Szkło i wyroby ze szkła
- Materiały malarskie i okładzinowe
  - farba – płytki ceramiczne – płyty kamienne